# Датило Сопрано (Трапани)
Датило Сопрано је насеље у Италији у округу Трапани, региону Сицилија.
Према процени из 2011. у насељу је живело 37 становника. Насеље се налази на надморској висини од 111 м.